# Olympische Jugend-Winterspiele 2012/Teilnehmer (Ungarn)
| Gelbes Symbol für Goldmedaillen mit stilisierten Olympischen Ringen | Graues Symbol für Silbermedaillen mit stilisierten Olympischen Ringen | Braundes Symbol für Bronzemedaillen mit stilisierten Olympischen Ringen |
| ------------------------------------------------------------------- | --------------------------------------------------------------------- | ----------------------------------------------------------------------- |
| —                                                                   | 2                                                                     | —                                                                       |

Ungarn nahm an den Olympischen Jugend-Winterspielen 2012 in Innsbruck mit neun Athleten in sechs Sportarten teil.

## Sportarten

### Biathlon
| Athleten     | Wettbewerb       | Zeit (Schießfehler) | Rang |
| ------------ | ---------------- | ------------------- | ---- |
| Jungen       |                  |                     |      |
| Dávid Panyik | 7,5 km Sprint    | 24:25,9 min (5)     | 48   |
| Dávid Panyik | 10 km Verfolgung | 39:35,7 min (10)    | 46   |

### Eishockey
| Athleten        | Wettbewerb       | Qualifikation | Qualifikation | Finale | Finale |
| Athleten        | Wettbewerb       | Punkte        | Rang          | Punkte | Rang   |
| --------------- | ---------------- | ------------- | ------------- | ------ | ------ |
| Jungen          |                  |               |               |        |        |
| Attila Kovács   | Skills-Challenge | 26            | 3             | 22     | Silber |
| Mädchen         |                  |               |               |        |        |
| Fanni Gasparics | Skills-Challenge | 24            | 3             | 19     | Silber |

### Shorttrack
| Athleten     | Wettbewerb | Viertelfinale | Viertelfinale      | Halbfinale         | Halbfinale | Finale       | Finale |
| Athleten     | Wettbewerb | Zeit          | Rang               | Zeit               | Rang       | Zeit         | Rang   |
| ------------ | ---------- | ------------- | ------------------ | ------------------ | ---------- | ------------ | ------ |
| Jungen       |            |               |                    |                    |            |              |        |
| Tamás Farkas | 500 m      | 46,037 s      | 3                  | 45,777 s           | 2          | 46,035 s     | 10     |
| Tamás Farkas | 1000 m     | 1:33,101 min  | 4                  | 1:55,852 min       | 3          | 1:34,395 min | 12     |
| Mädchen      |            |               |                    |                    |            |              |        |
| Tímea Tóth   | 500 m      | 48,502 s      | 3                  | 48,725 s           | 2          | 48,743 s     | 12     |
| Tímea Tóth   | 1000 m     | DNF           | nicht qualifiziert | nicht qualifiziert | 14         |              |        |

### Ski Alpin
| Athleten      | Wettbewerb   | Durchgang 1 | Durchgang 2        | Gesamt             | Gesamt             |
| Athleten      | Wettbewerb   | Zeit        | Zeit               | Zeit               | Rang               |
| ------------- | ------------ | ----------- | ------------------ | ------------------ | ------------------ |
| Jungen        |              |             |                    |                    |                    |
| Márton Kékesi | Super-G      |             |                    | 1:11,70 min        | 34                 |
| Márton Kékesi | Riesenslalom | 1:02,15 min | 57,76 s            | 1:59,91 min        | 21                 |
| Márton Kékesi | Slalom       | 44,57 s     | 41,99 s            | 1:26,56 min        | 21                 |
| Márton Kékesi | Kombination  | 1:09,58 min | 41,43 s            | 1:51,01 min        | 24                 |
| Mädchen       |              |             |                    |                    |                    |
| Zsuzsanna Úry | Super-G      |             |                    | 1:14,36 min        | 29                 |
| Zsuzsanna Úry | Riesenslalom | 1:06,85 min | 1:09,02 min        | 2:15,87 min        | 33                 |
| Zsuzsanna Úry | Slalom       | 51,11 s     | 46,79 s            | 1:37,90 min        | 23                 |
| Zsuzsanna Úry | Kombination  | DNF         | nicht qualifiziert | nicht qualifiziert | nicht qualifiziert |

### Skilanglauf
| Athleten    | Wettbewerb      | Qualifikation | Qualifikation | Viertelfinale      | Viertelfinale      | Halbfinale         | Halbfinale         | Finale             | Finale             |
| Athleten    | Wettbewerb      | Zeit          | Rang          | Zeit               | Rang               | Zeit               | Rang               | Zeit               | Rang               |
| ----------- | --------------- | ------------- | ------------- | ------------------ | ------------------ | ------------------ | ------------------ | ------------------ | ------------------ |
| Jungen      |                 |               |               |                    |                    |                    |                    |                    |                    |
| Zénó Bodnár | 10 km klassisch |               |               |                    |                    |                    |                    | 37:22,3 min        | 43                 |
| Zénó Bodnár | Sprint          | 1:53,69 min   | 34            | nicht qualifiziert | nicht qualifiziert | nicht qualifiziert | nicht qualifiziert | nicht qualifiziert | nicht qualifiziert |

### Skispringen
| Athleten      | Wettbewerb    | Erste Runde | Erste Runde | Finale | Finale | Gesamt | Gesamt |
| Athleten      | Wettbewerb    | Weite       | Punkte      | Weite  | Punkte | Punkte | Rang   |
| ------------- | ------------- | ----------- | ----------- | ------ | ------ | ------ | ------ |
| Jungen        |               |             |             |        |        |        |        |
| Ákos Szilágyi | Normalschanze | 60,5 m      | 90,0        | 60,0 m | 87,8   | 177,8  | 20     |